# 国際サッカー連盟総会
国際サッカー連盟総会（こくさいサッカーれんめいそうかい、FIFA Congress）は、国際サッカー連盟（FIFA）全加盟協会（2018年時点で211協会）で構成されるFIFAの最高機関で、FIFA唯一の立法機関である（立法）。

## 概要
国際サッカー連盟総会（FIFA Congress）（以下、FIFA総会）は、全FIFA加盟協会（以下、全加盟協会。2018年時点で211協会）で構成されるFIFAの最高機関で、FIFA唯一の立法機関である（立法）。加盟協会は、規模やサッカーの強さに関係なく、1票のみ持つ。その協会所属の代表者本人のみに投票権があり、代理人及び手紙による投票はできない。また、FIFA理事は、任期中は協会の代表者にはなれない。総会の公用語は、英語、スペイン語、フランス語、ドイツ語、ロシア語、アラビア語、ポルトガル語である。FIFA総会は、FIFAの定款及び各規則を実施適用される方法に関する決定を下す。必要があれば、定款及び各規則の改正を行う。また、年次報告書を承認し、新加盟協会の協議の受諾を決定し、FIFA会長選挙などの選挙やFIFAワールドカップ（以後、W杯）開催国決定投票を実施する。年に1回定期総会が開催され、総会開催都市は年により変わるが、FIFAワールドカップの開催年ではその国にて総会が行われる。また年に4回程度、FIFA理事のみで実施するFIFA評議会(FIFA Council）（旧FIFA理事会）も招集される。ワールドカップの翌年にはFIFA会長選挙が行われ、加盟国の代表による投票で会長を選出する。
1904年5月21日、フランス首都パリで、フランス、オランダ、スイス、デンマーク、ベルギー、スウェーデン、スペインの7ヶ国（但し、実際は、スウェーデンとスペインは会議に出ることができず、デンマークとフランスが代理した）が集まり、世界のサッカー統括組織設立の会議を開催した。同年5月23日までの3日間で組織名を「国際サッカー連盟（略称:FIFA）」と決めた。FIFA設立と同時に誕生したわずか28名のFIFA総会（FIFA Congress）は、当時28歳のフランスのスポーツ統括団体USFSA（Union des Sociétés Françaises de Sports Athlétiques）のフットボール委員会幹事（フランス体育連盟書記長）のロベール・ゲランを初代FIFA会長に選出した。
以後、FIFA総会は、第一次世界大戦時の中断を除けば、毎年開催されていたが、1932年第21回スウェーデン首都ストックホルム総会から2年に1回の開催となった。第二次世界大戦時の中断後も、2年に1回開催のままだったが、多くの問題に関して決定する事項が増えたため、1998年以来、毎年臨時総会が開催されるようになった。そして、2004年のパリ総会から毎年の定期総会が導入された。
FIFAワールドカップ開催国決定は、初期から1974年Ｗ杯･1978年Ｗ杯･1982年Ｗ杯3大会同時開催国決定までは、FIFA総会での投票で決定していたが、1986年Ｗ杯開催国決定以降、FIFA理事会（現・FIFA評議会）のFIFA理事投票で決定する方式に変更されていた。その後、2010年12月2日の2018年及び2022年W杯開催国投票まで、FIFA理事会（現FIFA評議会）のわずか24名のFIFA理事の投票（会長は同数の時のみ1票投じる）で決まる方式だったため、買収工作も容易だった（2015年FIFA汚職事件参照のこと）との反省から、2018年6月13日の2026年W杯開催投票からFIFA総会（FIFA Congress）での開催立候補国を除く全加盟協会での投票方式に再び変更された（FIFA Statutes2016年版P28の28 Ordinary Congress agendaの2.のs））。また、従来の不透明なW杯招致手順を明確化し、各段階で審査プロセス等を公式発表していくとした。2017年11月7日、2026年W杯招致手引書を発表し、開催立候補国のコンプライアンス(法令遵守)や施設面、人権への配慮、コストや収益などを評価すること、そして、評価の比重は、スタジアムが35％、交通が13％、チケット収入、商業収入、コストが各10％などとした。ワールドカップ招致活動の明確な禁止事項を定め、買収工作や不適切な贈答品やW杯招致に向けたサッカー振興プロジェクト及び親善試合開催などを禁じた。なお、2026年W杯開催国投票は、2018年ロシアW杯開幕戦前日の2018年6月13日のロシア首都モスクワでの第68回FIFA総会で行われる。カナダ･メキシコ･アメリカの3カ国共同開催提案書とモロッコの単独開催提案書を、招致手引書の評価基準の下、評価手順に則り評価し、問題ないということで両候補を受け付けた。
2018年4月に、評価タスクフォースが両候補を視察し、施設とインフラ整備等を調査した。5月にモロッコは不備な点があるとして再視察された。評価タスクフォースは、5月30日、両候補の事業計画のヒアリング及び質疑応答、31日に両候補のワールドカップ招致委員会のプレゼンを受けた後、上記の評価基準及び評価手順に則り、2026 FIFAワールドカップ立候補国評価レポート（以下、評価レポート）を作成し、6月1日に公表した。評価レポートでは、最低条件を2点に設定して5点満点で評価。両候補ともに合格ラインを超えたものの、3か国共催側は4点、モロッコ側は2.7点であった。さらに、開催経費や入場券販売、警備などを含めた総合評価は3か国共催側が500点満点中の402.8点で、モロッコ側は274.9点であった。大会関連施設及びインフラは、3か国共催側は「既に運営可能なレベル」で、モロッコ側は「大会関連施設のほとんどが新設で大幅なインフラ整備が必要」と記述された。また、大会収益は、3カ国共催側は143億ドル（約1兆5662億円）で、モロッコ側は72億ドル（約7900億円）が見込まれると評価レポートに記述された。2026 FIFAワールドカップ開催国投票は、2018 FIFAワールドカップ開幕戦前日の2018年6月13日のロシア首都モスクワでの第68回FIFA総会の13番目の議題として行われる。投票手続きに則り、次のような手順で行われる。最初は議長の紹介および評価レポートの報告、提出された両候補の開催提案書の両候補のプレゼンがある。各プレゼンは最大15分に制限される。プレゼン後、質問など発言の要請があれば、協議を行う。要請が無ければあるいは協議後、投票に入る。立候補国4カ国と資格停止のガーナサッカー協会（2018年6月8日、ニャンタキー同協会会長の汚職事件を受け、同日にガーナ政府が同協会に解散命令を下した。これはFIFAの禁じる「第三者の介入」にあたり、同協会は資格停止となった）を除いた残り206協会での投票となる。「3か国共催」か「モロッコ単独開催」か「該当国なしとして、両候補以外の国で招致活動やり直し」かを投票する。投票は電子投票で行うことができる。投票しなかった場合は、棄権となる。最初の投票で、両候補の内、棄権及び無効票を除く有効投票数の50％以上の票を獲得し、最多票を得た側が2026 FIFAワールドカップ開催国となる。最初の投票で、「該当国なしとして、両候補以外の国で招致活動やり直し」が棄権及び無効票を除く有効投票数の50％以上の票を獲得し、最多票を得た場合は、立候補4カ国以外の招致活動を再開する。最初の投票で、３つのいずれも、棄権及び無効票を除く有効投票数の50％以上の票を得なかった場合は、「該当国なしで招致活動やり直し」の選択は破棄し、「3か国共催」か「モロッコ単独開催」のどちらかを2回目の投票で決める。2回目の投票で、棄権及び無効票を除く有効投票数の50％以上の票を獲得し、最多票を得た側が開催国となる。但し、棄権及び無効票を除く有効投票数の50％以上の票を獲得できなかった場合は、評価レポートで優れていた側が、開催国となる。加盟協会は、規模やサッカーの強さに関係なく、1票のみ持つ。その協会所属の代表者本人のみに投票権があり、代理人及び手紙による投票はできない。また、FIFA理事は、任期中は協会の代表者にはなれない。2018年6月13日午前9時（日本時間同日午後3時）から開始される第68回FIFAモスクワ総会は、FIFA公式YoutubeチャンネルFIFATVで生中継された。開催国投票は13番目の議題で、実際の投票は両候補のプレゼン後に、午後1時50分（日本時間同日午後7時50分）から電子投票で行われ、立候補国4か国と欠席した3協会（グアム、プエルトリコ、アメリカ領ヴァージン諸島）、棄権した3協会（キューバ、スロベニア、スペイン）、先述の通り、資格停止のガーナの計11協会を除く200協会が投票し、「3カ国共催」に134票（有効投票数の67％）、「モロッコ単独開催」に65票（33％）、「該当国なしで招致活動やり直し」に1票（イラン）で、3カ国共催（カナダ・メキシコ・アメリカ）が決定した。投票の内訳（どの協会がどこに投票したか）も同日、FIFA公式HPで公開された。48カ国出場となることも確認された。

## 活動内容
以下の活動内容の項の記述は、FIFA Statutes（FIFA規則・FIFA定款。2016年4月27日施行）2016年版に基づく。
FIFA総会でのアジェンダ（以下、議題）及び報告書の承認等は、定期総会及び臨時総会のどちらで決定してもよい。毎年の定期総会は、FIFA評議会（旧FIFA理事会）が日程及び開催場所を決定し、3カ月前には全加盟協会に、書面で通知する。定期総会開催日の1か月前までには、同評議会が全加盟協会に正式な招集を書面で行う。定期総会では、議題、FIFA会長報告書、連結財務諸表を含む財務諸表及び監査人の報告書を扱う。定期総会では、議題の変更が可能である。FIFA評議会（旧FIFA理事会）は、議題に関する要求があった時、その要求を受け付けた月に3回以内であれば、いつでも臨時総会開催が可能だが、臨時総会開催の2カ月前までには、議題と日程及び開催場所を全加盟協会に通知する必要がある。但し、議題は変更できない。加盟協会は、1票のみ持つ。その協会所属の代表者本人のみに投票権があり、代理人及び手紙による投票はできない。また、FIFA理事は、任期中は協会の代表者にはなれない。

### 定期総会
事務総長（Secretary General）は、FIFA評議会（旧FIFA理事会）と加盟協会からの提案に基づいて議題を作成する。FIFA評議会と加盟協会は、定期総会の2カ月前までに、事務局（General Secretariat）に、簡単な説明と共に、議題の提案を行う必要がある。また、定期総会においては、4分3以上の加盟協会が出席し、その出席協会の4分3以上の同意があれば、議題を変更することができる。FIFA会長選挙などの選挙やW杯開催国決定投票を含め、通常は以下の19の議題がある。

#### アジェンダ(議題)
- 活動報告（前回の議会以来の活動を含む）
- 監査及びコンプライアンス委員会（Audit and Compliance Committee）からの報告
- 年次監査された財務諸表の表示。連結財務書類および年次報告書ならびに監査人の報告書
- 年次監査済み財務諸表の承認（連結財務諸表および年次報告書を含む）
- FIFAの予算の承認
- 加盟協会の資格停止または除名（＊加盟協会に対する政府の介入など該当する場合）
- 協会加盟資格（＊要求がある場合）
- FIFA定款及びFIFA各規則などの採択と改正の投票と総会の常任役員決議（＊該当する場合）
- FIFA評議会と加盟協会が期間内に正式に提案した議題
- ワールドカップ開催国決定投票（＊該当する場合）
- FIFA会長選挙投票及び解任（解任するかどうかの決議）
- 監査人の選任（＊該当する場合）
- FIFA評議会の提案に基づく下記委員会の委員長及び副委員長、委員の選挙または解任（＊該当する場合）

懲戒委員会（Disciplinary Committee）・不服申立委員会(Appeal Committee)・倫理委員会(Ethics Committee)の3つのFIFAの司法機関と監査及びコンプライアンス委員会、ガバナンス委員会と審査委員会（Governance Committee and Review Committee）の2つ、計5つの委員会
- 他に前議会議事録の承認など6つの議題

計19の議題がある。

#### 規則改正等
FIFA Statutes（FIFA規則・FIFA定款）を改正する場合は、FIFA評議会（旧FIFA理事会）もしくは加盟協会が、Statutes改正案を簡単な説明と共に、事務局に書面で提出しなければならない。加盟協会の場合は、提案加盟協会の書面以外に、他の2つの加盟協会の書面があれば、議題として受け付けられる。Statutes改正の投票は、総会に過半数以上の加盟協会の出席が必要である。FIFA Statutes（FIFA規則・FIFA定款）を採択もしくは改正する提案は、投票権のある加盟協会の4分3の投票があれば採択もしくは改正となる。FIFA Statutesと総会の申請規定を採択もしくは改正する場合は、FIFA評議会（旧FIFA理事会）もしくは加盟協会が、事務局に、簡単な説明と共に、書面で提出する必要があり、有効投票数の50％以上が必要である。

#### 投票手順など
選挙は、秘密投票で行われ、投票用紙を投票するかもしくは電子投票で投票することができる。大多数が、投票用紙での投票を支持している場合は、投票用紙で行い、加盟協会は英語のアルファベット順に呼ばれる。原則として、FIFA Statutesに特に定めのない投票については、半数を超えたものが有効となる。
FIFA会長選挙の場合は、初回の投票では、3分の2以上の票を得た最多得票者1名がFIFA会長となる。最多得票者が3分の2以上の票を得なかった場合は、会長候補者が3人以上の場合は、最少得票者を除いて再投票を行う。会長候補者が2人の場合は、そのまま再投票を行う。再投票で、半数を超えた最多得票者1名がFIFA会長になる。半数を超えなかった場合は、この時点で、会長候補者3人以上残っていた場合は、最少得票者を除いて、再投票。会長候補者が2人の場合は、そのまま再投票を行う。以後、半数超えの最多得票者1名が出るまで同様の手順を繰り返し行う。

## FIFA総会開催地
| 会次   | 年   | 都市                                               |
| ------ | ---- | -------------------------------------------------- |
| 第1回  | 1904 | パリ                                               |
| 第2回  | 1905 | パリ                                               |
| 第3回  | 1906 | ベルン                                             |
| 第4回  | 1907 | アムステルダム                                     |
| 第5回  | 1908 | ウィーン                                           |
| 臨時   | 1908 | ブリュッセル                                       |
| 第6回  | 1909 | ブダペスト                                         |
| 第7回  | 1910 | ミラノ                                             |
| 第8回  | 1911 | ドレスデン                                         |
| 第9回  | 1912 | ストックホルム                                     |
| 第10回 | 1913 | コペンハーゲン                                     |
| 第11回 | 1914 | クリスチャニア (オスロ)                            |
| 第12回 | 1923 | ジュネーヴ                                         |
| 第13回 | 1924 | パリ                                               |
| 第14回 | 1925 | プラハ                                             |
| 第15回 | 1926 | ローマ                                             |
| 第16回 | 1927 | ヘルシンキ                                         |
| 第17回 | 1928 | アムステルダム                                     |
| 第18回 | 1929 | バルセロナ                                         |
| 第19回 | 1930 | ブダペスト                                         |
| 第20回 | 1931 | ベルリン                                           |
| 第21回 | 1932 | ストックホルム                                     |
| 第22回 | 1934 | ローマ                                             |
| 第23回 | 1936 | ベルリン                                           |
| 第24回 | 1938 | パリ                                               |
| 第25回 | 1946 | ルクセンブルク市                                   |
| 第26回 | 1948 | ロンドン                                           |
| 第27回 | 1950 | リオデジャネイロ                                   |
| 第28回 | 1952 | ヘルシンキ                                         |
| 臨時   | 1953 | パリ                                               |
| 第29回 | 1954 | ベルン                                             |
| 第30回 | 1956 | リスボン                                           |
| 第31回 | 1958 | ストックホルム                                     |
| 第32回 | 1960 | ローマ                                             |
| 臨時   | 1961 | ロンドン                                           |
| 第33回 | 1962 | サンティアゴ                                       |
| 第34回 | 1964 | 東京都                                             |
| 第35回 | 1966 | ロンドン                                           |
| 第36回 | 1968 | グアダラハラ                                       |
| 第37回 | 1970 | メキシコシティ                                     |
| 第38回 | 1972 | パリ                                               |
| 第39回 | 1974 | フランクフルト・アム・マイン                       |
| 第40回 | 1976 | モントリオール                                     |
| 第41回 | 1978 | ブエノスアイレス                                   |
| 第42回 | 1980 | チューリッヒ                                       |
| 第43回 | 1982 | マドリード                                         |
| 第44回 | 1984 | チューリッヒ                                       |
| 第45回 | 1986 | メキシコシティ                                     |
| 第46回 | 1988 | チューリッヒ                                       |
| 第47回 | 1990 | ローマ                                             |
| 第48回 | 1992 | チューリッヒ                                       |
| 第49回 | 1994 | シカゴ                                             |
| 第50回 | 1996 | チューリッヒ                                       |
| 第51回 | 1998 | パリ                                               |
| 臨時   | 1999 | ロサンゼルス                                       |
| 第52回 | 2000 | チューリッヒ                                       |
| 臨時   | 2001 | ブエノスアイレス                                   |
| 臨時   | 2002 | ソウル特別市                                       |
| 第53回 | 2002 | ソウル特別市                                       |
| 臨時   | 2003 | ドーハ                                             |
| 第54回 | 2004 | パリ                                               |
| 第55回 | 2005 | マラケシュ                                         |
| 第56回 | 2006 | ミュンヘン                                         |
| 第57回 | 2007 | チューリッヒ                                       |
| 第58回 | 2008 | シドニー                                           |
| 第59回 | 2009 | ナッソー                                           |
| 第60回 | 2010 | ヨハネスブルグ                                     |
| 第61回 | 2011 | チューリッヒ                                       |
| 第62回 | 2012 | ブダペスト                                         |
| 第63回 | 2013 | モーリシャス                                       |
| 第64回 | 2014 | サンパウロ                                         |
| 第65回 | 2015 | チューリッヒ                                       |
| 臨時   | 2016 | チューリッヒ                                       |
| 第66回 | 2016 | メキシコシティ                                     |
| 第67回 | 2017 | マナーマ                                           |
| 第68回 | 2018 | モスクワ                                           |
| 第69回 | 2019 | パリ                                               |
| 第70回 | 2020 | オンライン会議                                     |
| 第71回 | 2021 | オンライン会議                                     |
| 第72回 | 2022 | ドーハ                                             |
| 第73回 | 2023 | キガリ                                             |
| 第74回 | 2024 | バンコク                                           |
| 臨時   | 2024 | チューリッヒ                                       |
| 第75回 | 2025 | アスンシオン                                       |
| 第76回 | 2026 | カナダ、 メキシコ、 アメリカのいずれかで開催予定。 |